# Waste Land
Waste Land är en amerikansk dokumentärfilm från 2010. Filmen regisserades av Lucy Walker, João Jardim och Karen Harley.

## Priser och nomineringar
Filmen har fått totalt 18 nomineringar och 5 vinster.
| År   | Pris                    | Kategori             | Pristagare                  | Resultat  |
| ---- | ----------------------- | -------------------- | --------------------------- | --------- |
| 2011 | Oscar                   | Bästa dokumentär     | Lucy Walker & Angus Aynsley | Nominerad |
| 2010 | BIFF Award              |                      | Lucy Walker                 | Vann      |
| 2010 | Cinema for Peace Award  | Bästa dokumentärfilm | Lucy Walker                 | Nominerad |
| 2010 | Stockholms filmfestival | Publikens pris       |                             | Vann      |